# Assassinat massiu
|  | No s'ha de confondre amb Tiroteig massiu. |

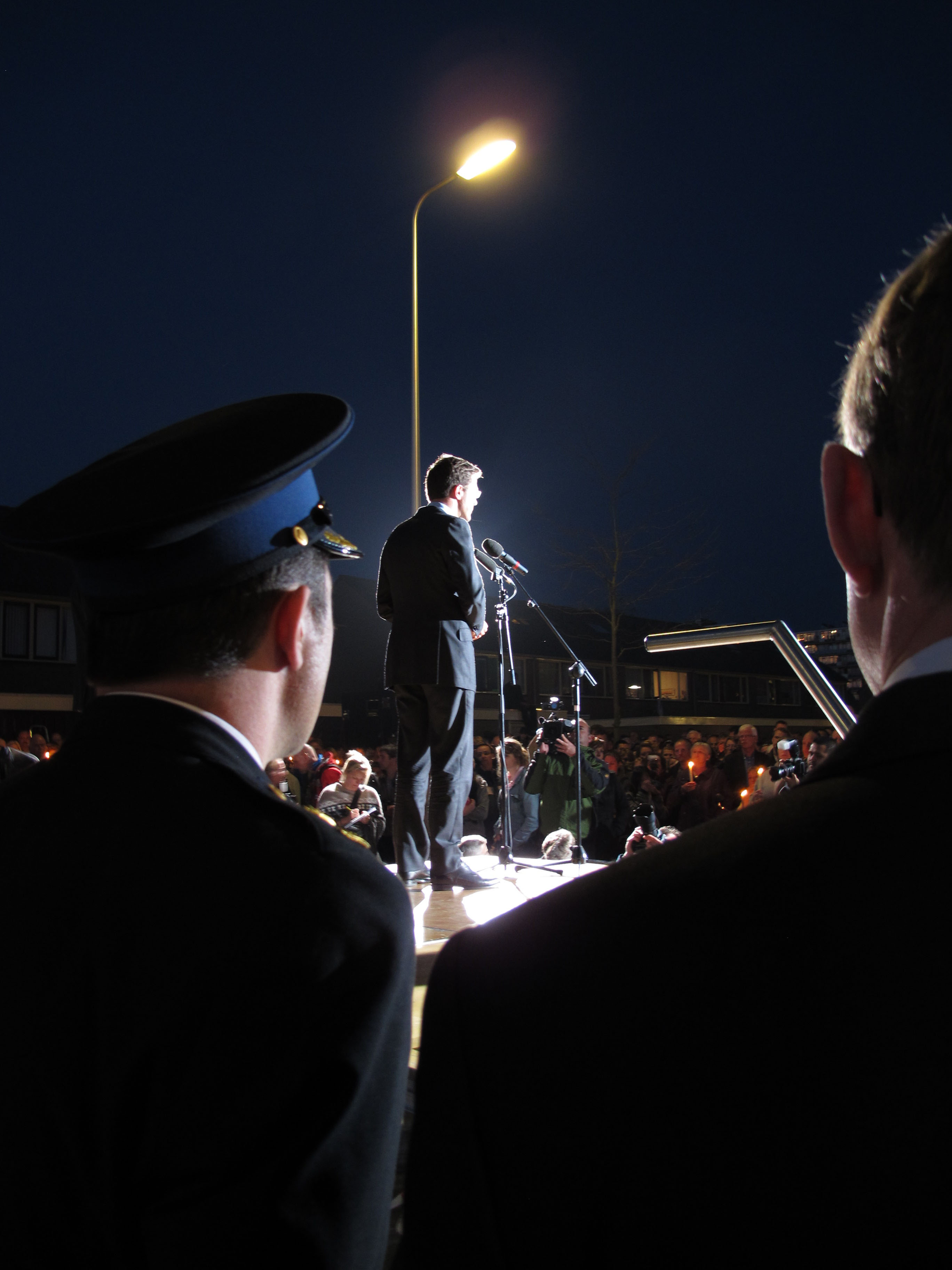
El primer ministre Rutte dona un discurs a la cerimònia de la commemoració el 10 d'abril de 2011

Un assassinat massiu o assassinat en massa és l'acte d'assassinar un nombre elevat de víctimes, de manera simultània o en un breu període. Pot ser comès per individus, per organitzacions o per un Estat.
Els majors assassinats massius de la història han correspost a intents d'extermini, basats sovint en conceptes o preceptes ètnics o religiosos, de grups complets o comunitats de persones. En l'actualitat, aquests actes solen descriure's com genocidis. El terme assassinat massiu es relaciona amb altres expressions com a genocidi i massacre. Encara que alguns consideren que el "genocidi" pot existir on hi ha una intenció o pla per exterminar a un grup en particular i que l'assassinat no és una condició necessària, en contrast amb "assassinat massiu" que consisteix efectivament en l'assassinat d'un elevat nombre de persones.

## Assassinat massiu comès per individus

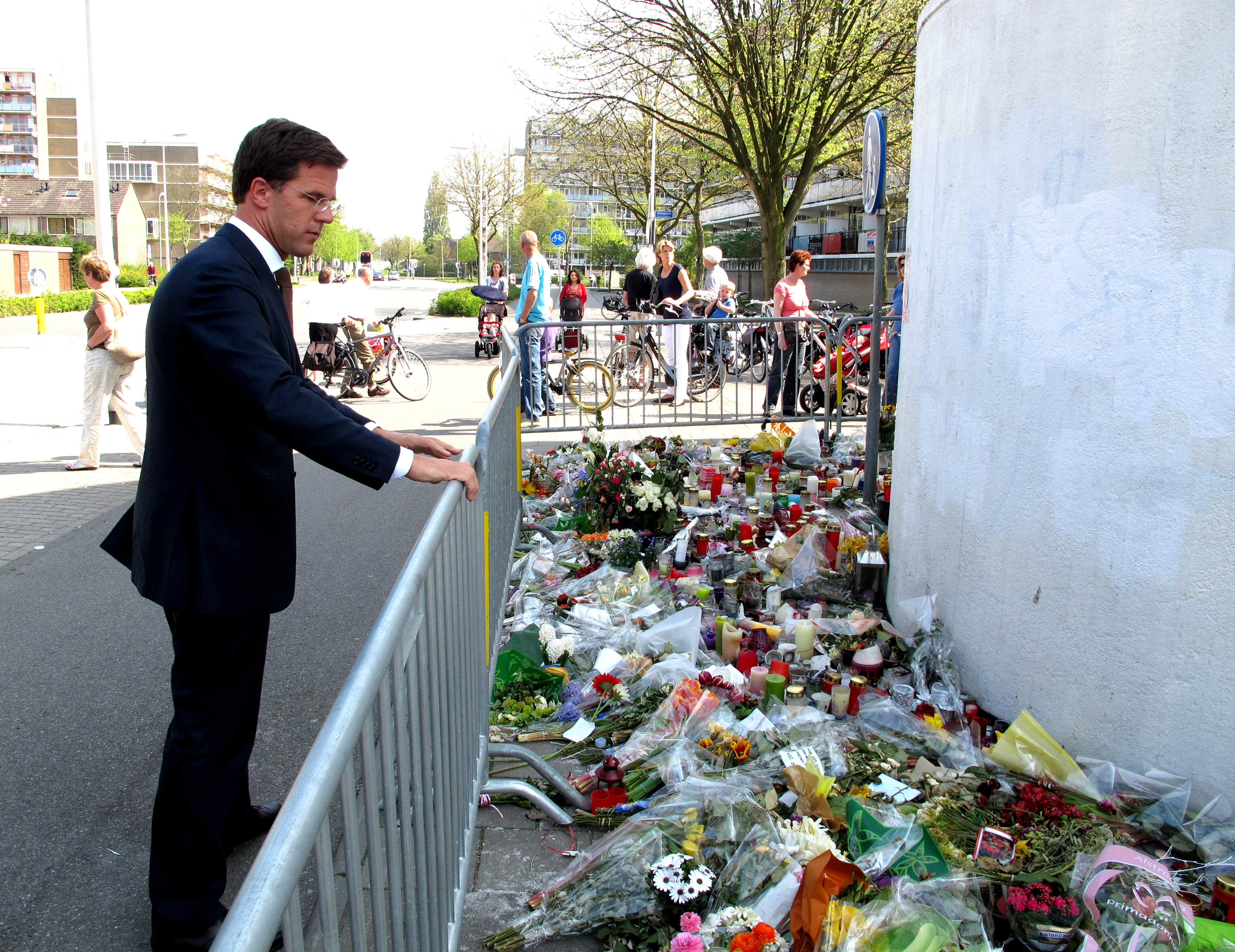
Mark Rutte, primer ministre dels Països Baixos, davant d'un monument improvisat erigit després de la, el 2011.

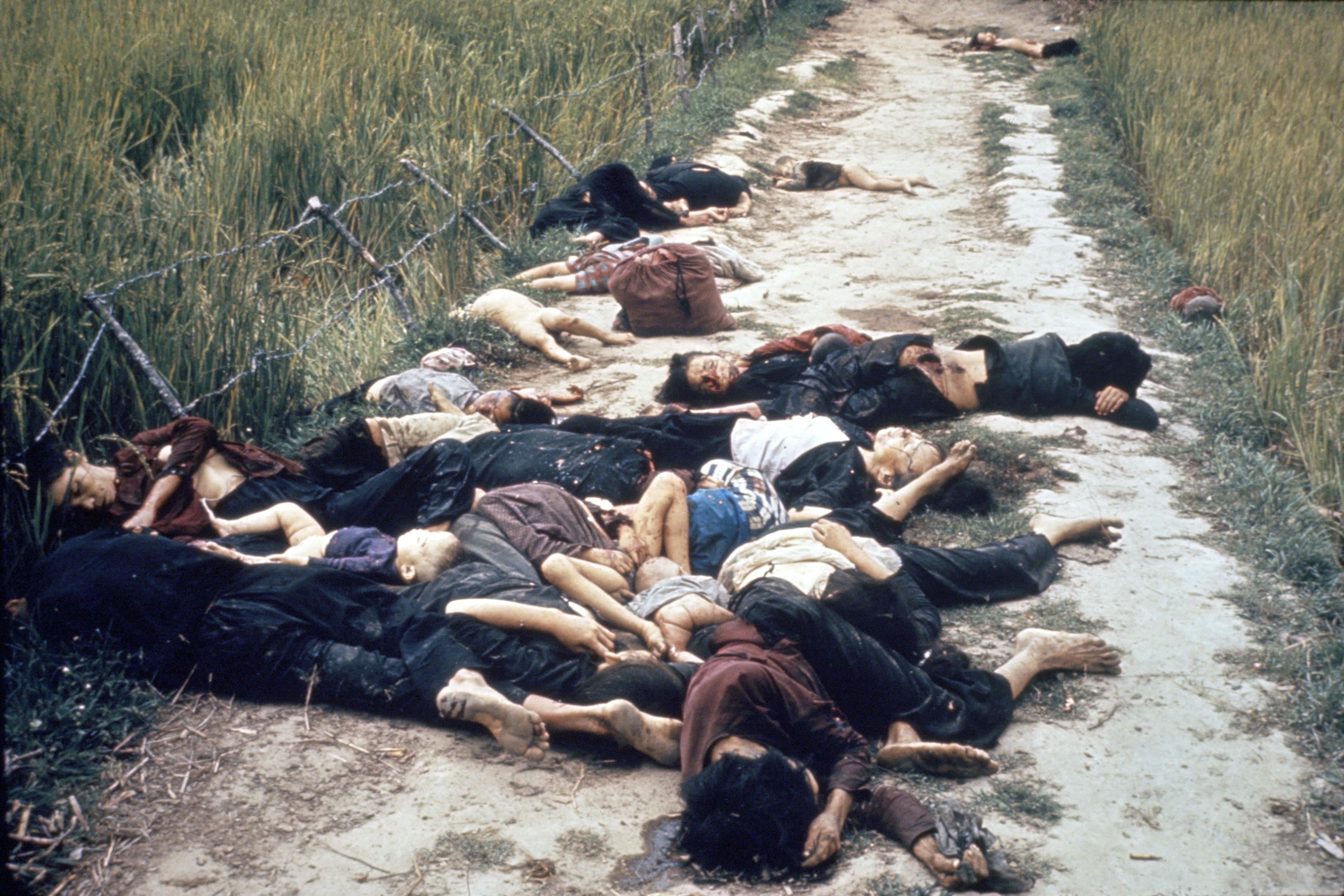
Massacre de My Lai es va convertir en un escàndol internacional

Fora d'un context polític, el terme "assassinat massiu" es refereix al fet de matar un nombre elevat de persones al mateix temps. Exemples inclourien disparar una arma de foc en contra d'una multitud en el decurs d'un robatori, o incendiar un lloc on hi hagi una multitud. Aquest és un terme ambigu, en aquest aspecte similar al d'assassinat en sèrie o "spree killing" (matança múltiple).
L'USA Bureau of Justice Statistics defineix l'assassinat massiu com aquell que implica "l'assassinat de 4 o més víctimes en un lloc i en un esdeveniment determinat".
La majoria dels assassins massius cauen dins de tres categories: aniquiladors de famílies, individus amb trastorns mentals, i treballadors disgustats.
Pel que fa al terme de treballadors disgustats, és un terme sovint no gaire exacte, ja que un bon nombre d'assassins massius són extreballadors que són acomiadats del seu lloc de treball i posteriorment tornen fortament armats i maten als seus col·legues. Un d'aquests casos famosos de "treballadors disgustats" va tenir lloc en els anys vuitanta a l'empresa Electromagnetics System Labs (a Califòrnia) quan el programador informàtic Richard Farley, després de ser acomiadat per assetjament a una de les seves col·legues de nom Laura Black, va tornar a la seva antiga empresa amb diverses armes de foc matant a set dels seus col·laboradors, fallant en el seu intent de matar a na Laura.
Tal definició és evidentment caduca i no cau en la llista de fenòmens de massacres a les escoles comeses per estudiants tals com el cas de la massacre de l'Institut Columbine, on diversos joves van cometre un "assassinat múltiple " a la seva escola, matant a estudiants i mestres sense distinció abans de suïcidar-se.
També hi ha casos d'assassinats massius aparentment "no intencionals" almenys en termes de premeditació. Tal és el cas del refugiat cubà Julio Gonzales, que va incendiar el club nocturn "Happy Land" a la ciutat de Nova York després d'haver discutit amb la seva xicota i que un membre de seguretat fes fora del local (en el sinistre hi van morir 87 persones, i només va sobreviure la seva xicota).
Alguns "assassins massius" poden tenir motius financers on el matar és per tant no una finalitat sinó un mitjà o és resultat fortuït d'un robatori, el cas més estrany és el del japonès Sadamichi Hirasawa que va enverinar amb cianur a 12 empleats d'un banc per cometre un robatori.
No obstant això, a diferència dels assassins en sèrie, rarament existeix un motiu sexual en el cas dels assassins massius, si bé es poden trobar excepcions tals com la de Sylvestre Matuschka, un austríac que aparentment obtenia plaer sexual al dinamitar trens (amb gent dins preferentment). El seu fetitxisme letal es va cobrar la vida de 22 persones abans de ser atrapat el 1932.
Segons el llibre de Loren Coleman Copycat Effect, la publicitat sobre aquestes matances múltiples tendeix a provocar més esdeveniments similars.

## Assassinat massiu comès en guerra

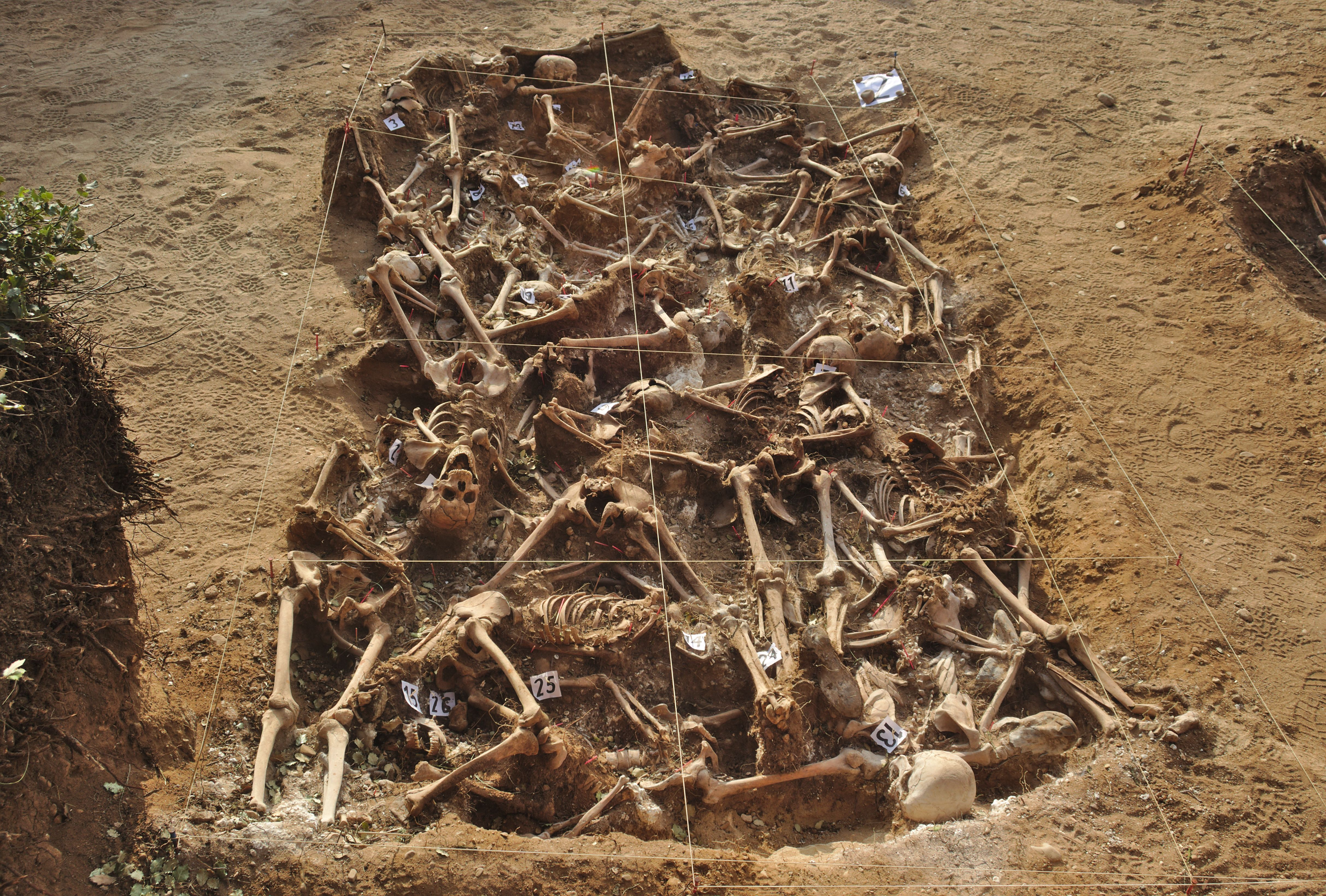
Fossa comuna a Estépar, província de Burgos, amb 26 víctimes del bàndol republicà. L'excavació va tenir lloc en els mesos de juliol i agost del 2014.

La injusta mort d'un gran nombre de persones civils o presoners de guerra també és anomenat crim de guerra i fins i tot pot denominar-se genocidi si hi ha un rerefons amb motivació ètnica, tal com va ocórrer durant les guerres índies dels blancs nord-americans i la disgregació de Iugoslàvia.

## Assassinat massiu comès per l'Estat

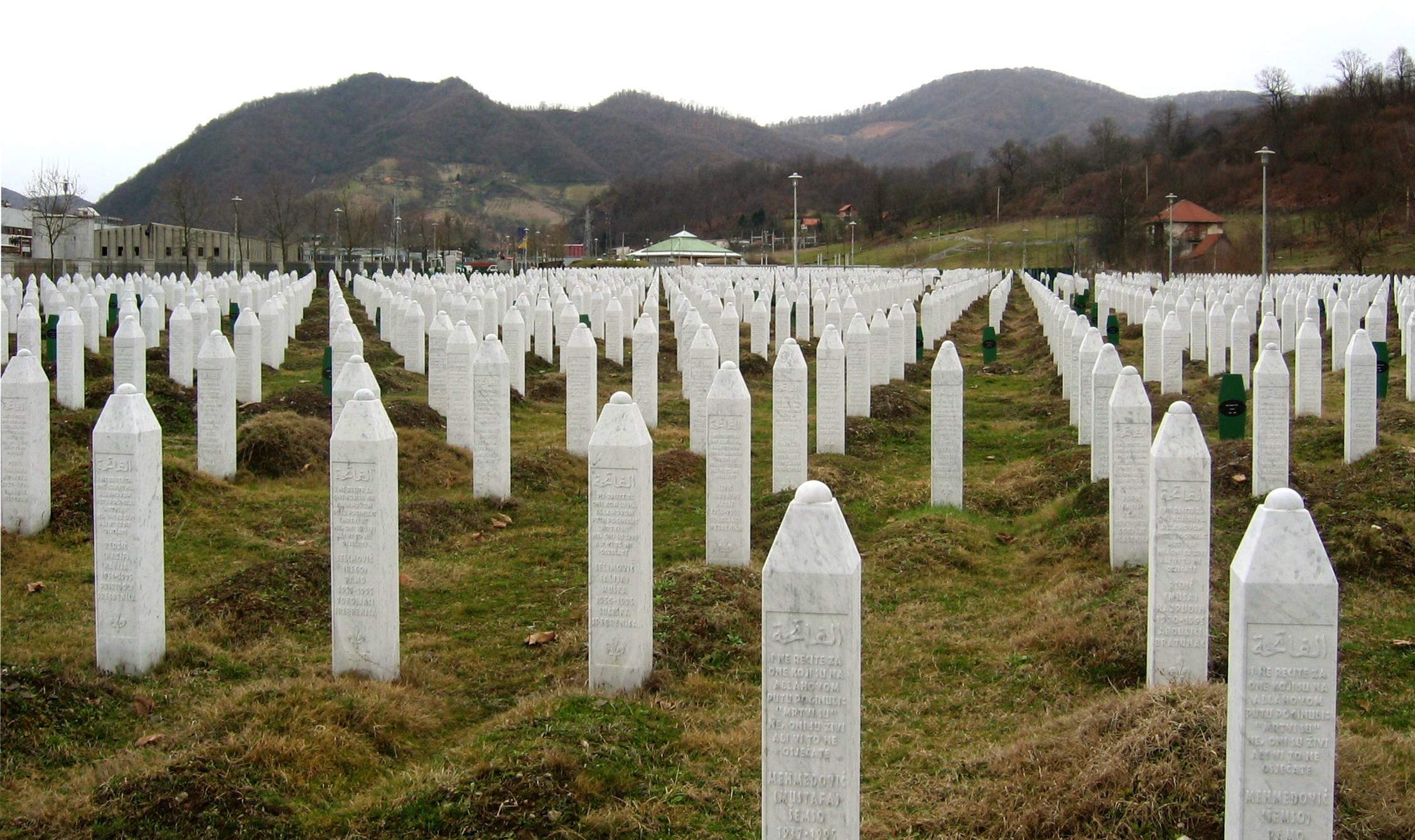
Cementiri commemoratiu de les víctimes de la matança de Srebrenica

El concepte d'Estat responsable d'assassinat massiu cobreix un rang potencial de morts. Exemples clars de l'Estat responsable de massacres inclouen:
- Matança del Salsipuedes a Uruguai.[3][4][5]
- Masacre de Rincón Bomba a l'Argentina.[6]
- Genocidi d'un grup ètnic o religiós en particular, ja sigui extern o intern a l'Estat tal com l'Holocaust[7][8] contra el poble jueu, el genocidi armeni o el genocidi de Ruanda.
- Assassinat massiu amb perfil polític en matar a un grup polític en particular dins d'un país com en el cas de la neteja ètnica empresa en contra dels tàrtars de Crimea i altres minories durant la Gran Purga de Stalin.[9]
- Deliberades massacres de civils durant temps de guerra, és el cas de la massacre de Nanquín (perpetrada pels japonesos contra els xinesos) o el de les bombes atòmiques (llançades pels EUA al Japó).
- Accions en les quals l'Estat va causar la mort d'un elevat nombre de persones a causa de desastres econòmics, com el cas de Holodomor en la Unió Soviètica en els anys 1932-1933 o el Gran Salt Endavant a la Xina el 1958-1962. El fracàs de les mesures de l'estat, unit a una sèrie de catàstrofes naturals, va produir una fam que, segons la majoria de les estimacions, va provocar la mort d'entre 20 i 30 milions de persones.[10]
- Matança de Tlatelolco perpetrada el 2 d'octubre de 1968 per ordre del govern mexicà a la Plaça de les Tres Cultures de la Ciutat de Mèxic.[11]
- Massacre de les Bananeres perpetrada el 5 i 6 de desembre de 1928 per l'Exèrcit Nacional de Colòmbia en el municipi de Pantà Departament del Magdalena.[12]
- Massacre del 22 de gener perpetrada el 22 de gener de 1967 per la Guàrdia Nacional a l'Avinguda Roosevelt de Managua, Nicaragua.[13]

Algunes persones consideren que qualsevol mort suscitada en combat hauria de ser considerada com a assassinat massiu comès per l'Estat encara que no és una posició general.